# Mapado
Mapado (마파도?), noto anche con il titolo internazionale Mapado: Island of Fortunes, è un film del 2005 scritto da Jo Joong-hoon e diretto da Choo Chang-min.
La pellicola ha avuto un seguito, Mapado 2 (2007), nel quale ritornano alcuni dei personaggi presenti nel primo film.

## Trama
Un poliziotto corrotto e un gangster si ritrovano a dover andare nella sperduta isola di Mapado per ritrovare una giovane ragazza fuggita con il biglietto vincente di una lotteria. Il compito inizialmente sembra molto facile, ma arrivati sull'isola i due scoprono che è popolata soltanto da signore anziane, che peraltro non hanno visto un uomo da vent'anni.

## Distribuzione
In Corea del Sud la pellicola ha goduto di una distribuzione a livello nazionale, a partire dal 10 marzo 2005.